# Francis C. Barlow
Francis Channing Barlow (19. oktober 1834 – 11. januar 1896) var en amerikansk advokat, politiker og general i Unionshæren i den amerikanske borgerkrig.

## Tidlige liv og karriere
Barlow blev født i Brooklyn, New York, søn af en unitarisk præst, men voksede op i sin mors hjemby Brookline, Massachusetts. Han studerede jura på Harvard University, tog eksamen som den bedste i sin klasse og praktiserede jura som medarbejder på avisen New York Tribune da borgerkrigen brød ud i 1861.

## Borgerkrig
I april 1861 lod Barlow sig indrullere som menig i 12. New York milits, og efterlod sin brud, Arabella Wharton Griffith Barlow, efter at de havde været gift i en dag. Han blev udpeget til premierløjtnant i sin første måned i tjenesten. Hans regiment havde kun 9 måneders tjenestetid, og han afmønstrede med sine mænd, men fandt snart et nyt regiment. I november var han oberstløjtnant i det 61. New York og under Peninsula kampagnen i foråret 1862 blev han dets oberst.
Barlow kom første gang i kamp i slaget ved Seven Pines som del af brigaden under brigadegeneral Oliver O. Howard i II Korps i Army of the Potomac. I Slaget ved Glendale, i Syvdagesslaget, blev hans regiment afskilt fra resten af brigaden og han udøvede personligt initiativ ved at rykke sine mænd i retning af kamplarmen, stødte på en konfødereret kamplinie og førte sine mænd i et bajonetangreb mod den. Fjenden flygtede og Barlow samlede en tabt konfødereret fane op. I slaget ved Malvern Hill, forsvarede Barlow og hans mænd med succes linjen mod gentagne konfødererede angreb.
I Slaget ved Antietam, i kommando af 1. brigade i 1. Division i II Korps var Barlow i centrum af kampen på den notorisk kendte hulvej "Bloody Lane" og tog 300 fanger. Han blev såret af en artillerigranat i ansigtet og skrå i skridtet. Brigadegeneral John C. Caldwell skrev om Barlow i sin officielle rapport:
| „ | Den ros som skal gives for det mest fremragende mod, den yderste koldblodighed og hurtighed i opfattelsen, den største hast og færdighed i håndtering af tropper under ild går retfærdigvis til ham. Det er simpel retfærdighed at sige at han viste sig i stand til at håndtere enhver sutuation og jeg har ingen tvivl om at han ville udføre opgaverne i en meget højere stilling med ære for sig selv og til fordel for landet. | “ |
|   | — John C. Caldwell, Officiel rapport fra Slaget ved Antietam |   |

To dage efter slaget blev Barlow forfremmet til brigadegeneral i den frivillige hær. Han var en usædvanlig general, smalt bygget med et fredfyldt drenget ansigt, blege kinder uden det for generaler så almindelige skæg og med en tynd stemme. Han klædte sig uformelt, og var ofte iført en ternet flannel skovmandsskjorte" under en åben uniformsjakke. En af general George G. Meade's stabs officerer skrev at han så ud "som en meget uafhængig bereden avisdreng." Men Barlow havde ry for at være en aggressiv kæmper med stor selvtillid. I stedet for at bære det af hæren udleverede officerssværd bar han et tungt kavalerisværd, som han brugte til at smække efternølere på bagdelen med. Hans modvilje mod efternølere blev en personlig besættelse. Når hans kolonne var på march ville den blive fulgt af et kompagni i skyttelinje med påsatte bajonetter til at pirke dem fremad.
Barlow led under sine sår fra Antietam i måneder, blev mager og led af det som lægerne kaldte en "indflydelse af malaria". Selv om han ikke var helt rask, vendte han tilbage til hæren i april 1863 og førte 2. brigade i 2. division i XI Korps i slaget ved Chancellorsville.
Der blev hans korps genstand fr det ødelæggende flankeangreb fra generalløjtnant Stonewall Jackson som slog det på flugt, men Barlows brigade var blevet sendt af sted for at støtte III Korps og undslap således ydmygelsen. Efter slaget forfremmede general Howard Barlow til at lede 1. division i XI Korps i stedet for dens sårede kommandør med ordre til at genskabe kampviljen i de besejrede brigader. Barlow ophidsede straks sine mænd ved at arrestere den populære oberst
Leopold von Gilsa og de betragtede ham som en "smålig tyran".
I juli 1863 førte Barlow sin ulykkelige division i slaget ved Gettysburg hvor han førte dem til en defensiv stilling på Blockers Knoll, som nu er kendt som Barlows Knoll. Desværre var denne lille stigning i terrænet for langt fremme i sammenligning med resten af XI Korps divisioner og Barlows position udgjorde et fremspring, som kunne angribes fra flere sider. Generalløjtnant Jubal A. Early's division overløb Barlow's division, og afstedkom alvorlige tab, og Barlow selv blev såret og efterladt som død på slagmarken. Han blev fundet og plejet af den konfødererede generalmajor John B. Gordon, som sendte ham til et felthospital. Ifølge en beretning som Gordon skrev i 1901 tillod han Barlows kone Arabella at komme ind i den konfødererede lejr for at passe sin sårede mand, men denne beretning er blevet afvist som apokryf. Den populære historie fortsatte med at Gordon troede at Barlow var død af sine sår og da de mødtes mange år senere var de begge meget overraskede over, at den anden havde overlevet. En undersøgelse af Barlows senere indsats i krigen gør denne historie meget usandsynlig.
Da de konfødererede trak sig tilbage fra Gettysburg den 4. juli blev Barlow ladt tilbage og blev reddet af Unionsstyrker. Han lå på hospitalet i en længere periode og kunne ikke vende tilbage til hæren før i april 1864, lige i tide til generalløjtnant Ulysses S. Grants Overland kampagne. Han førte 1. division i generalmajor Winfield S. Hancock's II Korps i Slaget ved the Wilderness. I slaget ved Spotsylvania Court House anvendte hans division en choktaktik som var udviklet af oberst Emory Upton til hurtigt at angribe rebellernes stilling i "Mule Shoe", og lavede et gennembrud som kunne udnyttes af forstærkninger. Mand-mod-mand kampe fulgte i 21 timer, den længste mand-mod-mand kamp i hele krigen, inden Barlows division endelig brød igennem. Han kæmpede i slaget ved Cold Harbor og belejringen af Petersburg i samme stilling. Ved Petersburg tog han en ny sygeorlov i juli, men vendte tilbage og tog kommandoen over 2. division i II Korps under Appomattox kampagnen. Han blev forfremmet til generalmajor i den frivillige hær den 25. maj 1865.

## Efter krigen
Arabella Barlow gjorde tjeneste som sygeplejerske i hæren og døde af tyfus i sommeren 1864 mens Francis kæmpede i Overland kampagnen. Efter krigen giftede han sig med Ellen Shaw, søster af Robert Gould Shaw.
Da han forlod hæren i november 1865 gjorde han tjeneste som en United States Marshal, Secretary of State for New York og senere som statens justitsminister, der stod for retsforfølgelsen af Boss Tweed ringen, inden han vendte tilbage til sin advokatpraksis. Han var en af grundlæggerne af den amerikanske advokat sammenslutning (American Bar Association). Han var aktiv i Republikansk politik og undersøgte uregelmæssighederne i Hayes-Tilden valget.
Francis Barlow døde af nyrebetændelse i New York og ligger begravet på Walnut Street Cemetery i Brookline, Massachusetts.